# Neoplocaederus ruficornis
Neoplocaederus ruficornis es una especie de escarabajo longicornio del género Neoplocaederus, tribu Cerambycini, subfamilia Cerambycinae. Fue descrita científicamente por Newman en 1842.

## Descripción
Mide 17-30 milímetros de longitud.

## Distribución
Se distribuye por China, isla de Borneo, Indonesia, Laos, Malasia, Nepal, Filipinas, Sumatra, Tailandia y Vietnam.